# Уравнения Баргмана — Вигнера
Уравнения Баргмана — Вигнера — релятивистски инвариантные многокомпонентные спинорные уравнения движения свободных частиц c ненулевой массой и произвольным спином.
Получили название в честь Валентина Баргмана и Юджина Вигнера.

## История
Поль Дирак впервые опубликовал уравнение Дирака в 1928 году и позже (1936) обобщил его на частицы с любым полуцелым спином, прежде чем Фирц и Паули впоследствии нашли те же уравнения в 1939 году и примерно за десять лет до Баргмана и Вигнера. Юджин Вигнер написал статью в 1937 году об унитарных представлениях неоднородной группы Лоренца или группы Пуанкаре. Вигнер отмечает, что Этторе Майорана и Дирак использовали инфинитезимальные операторы и классифицирует представления как неприводимые, факториальные и унитарные.
В 1948 году Валентин Баргман и Вигнер опубликовали уравнения, которые теперь названы в их честь, в статье о теоретико-групповом обсуждении релятивистских волновых уравнений.

## Формулировка уравнений
Для свободной электрически нейтральной массивной частицы со спином {\displaystyle j} уравнения БВ представляют собой систему {\displaystyle 2j} линейных дифференциальных уравнений в частных производных, каждое из которых имеет математическую форму, аналогичную уравнению Дирака. Система уравнений имеет вид

{\displaystyle {\begin{aligned}&\left(-\gamma ^{\mu }{\hat {P}}_{\mu }+mc\right)_{\alpha _{1}\alpha _{1}'}\psi _{\alpha '_{1}\alpha _{2}\alpha _{3}\cdots \alpha _{2j}}=0\\&\left(-\gamma ^{\mu }{\hat {P}}_{\mu }+mc\right)_{\alpha _{2}\alpha _{2}'}\psi _{\alpha _{1}\alpha '_{2}\alpha _{3}\cdots \alpha _{2j}}=0\\&\qquad \vdots \\&\left(-\gamma ^{\mu }{\hat {P}}_{\mu }+mc\right)_{\alpha _{2j}\alpha '_{2j}}\psi _{\alpha _{1}\alpha _{2}\alpha _{3}\cdots \alpha '_{2j}}=0\\\end{aligned}}}
и следует общему правилу;

| {\displaystyle \left(-\gamma ^{\mu }{\hat {P}}_{\mu }+mc\right)_{\alpha _{r}\alpha '_{r}}\psi _{\alpha _{1}\cdots \alpha '_{r}\cdots \alpha _{2j}}=0} |

|  |  |  |
|  |  |  |
для {\displaystyle r=1,2,...2j}. 
Волновая функция БВ {\displaystyle \psi =\psi (\mathbf {r} ,t)} имеет компоненты
{\displaystyle \psi _{\alpha _{1}\alpha _{2}\alpha _{3}\cdots \alpha _{2j}}(\mathbf {r} ,t)}
и является 4-компонентным спинорным полем ранга 2j. Каждый индекс принимает значения 1, 2, 3 или 4, тo есть существует {\displaystyle 4^{2j}} компонент всего спинорного поля {\displaystyle \psi }, хотя полностью симметричная волновая функция уменьшает количество независимых компонент до {\displaystyle 2(2j+1)}. Далее, {\displaystyle \gamma ^{\mu }=(\gamma ^{0},\mathbf {\gamma } )} являются матрицами Дирака, и
{\displaystyle {\hat {P}}_{\mu }=i\hbar \partial _{\mu }}
является четырёхмерным оператором импульса.
Оператор, составляющий каждое уравнение {\displaystyle (-\gamma ^{\mu }P_{\mu }+mc)=(-i\hbar \gamma ^{\mu }\partial _{\mu }+mc)}, является матрицей размерности {\displaystyle 4\times 4}, потому что {\displaystyle \gamma ^{\mu }} матрицы, 
и {\displaystyle mc''} скалярно умножаются на единичную матрицу размерностью {\displaystyle 4\times 4} (обычно не пишется для простоты). Явно, в представлении Дирака матриц Дирака:
{\displaystyle {\begin{aligned}-\gamma ^{\mu }{\hat {P}}_{\mu }+mc&=-\gamma ^{0}{\frac {\hat {E}}{c}}-{\boldsymbol {\gamma }}\cdot (-{\hat {\mathbf {p} }})+mc\\[6pt]&=-{\begin{pmatrix}I_{2}&0\\0&-I_{2}\\\end{pmatrix}}{\frac {\hat {E}}{c}}+{\begin{pmatrix}0&{\boldsymbol {\sigma }}\cdot {\hat {\mathbf {p} }}\\-{\boldsymbol {\sigma }}\cdot {\hat {\mathbf {p} }}&0\\\end{pmatrix}}+{\begin{pmatrix}I_{2}&0\\0&I_{2}\\\end{pmatrix}}mc\\[8pt]&={\begin{pmatrix}-{\frac {\hat {E}}{c}}+mc&0&{\hat {p}}_{z}&{\hat {p}}_{x}-i{\hat {p}}_{y}\\0&-{\frac {\hat {E}}{c}}+mc&{\hat {p}}_{x}+i{\hat {p}}_{y}&-{\hat {p}}_{z}\\-{\hat {p}}_{z}&-({\hat {p}}_{x}-i{\hat {p}}_{y})&{\frac {\hat {E}}{c}}+mc&0\\-({\hat {p}}_{x}+i{\hat {p}}_{y})&{\hat {p}}_{z}&0&{\frac {\hat {E}}{c}}+mc\\\end{pmatrix}}\\\end{aligned}}}
где {\displaystyle \mathbf {\sigma } =(\sigma _{1},\sigma _{2},\sigma _{3})=(\sigma _{x},\sigma _{y},\sigma _{z})} является вектором, каждая компонента которого является матрицей Паули, {\displaystyle E} является оператором энергии, {\displaystyle \mathbf {p} =(p_{1},p_{2},p_{3})=(p_{x},p_{y},p_{z})} является оператором трёхмерного импульса, {\displaystyle I_{2}} обозначает единичную матрицу 
размерностью {\displaystyle 2\times 2}, нули (во второй строке) обозначают блочную матрицу размерностью {\displaystyle 2\times 2} составленную из нулевых матриц.
Уравнения БВ обладают некоторыми свойствами уравнения Дирака:
- уравнения БВ являются Лоренц-ковариантными,
- все компоненты решений уравнений БВ удовлетворяют уравнению Клейна–Гордона и, следовательно, удовлетворяют релятивистскому соотношению энергии и импульса[англ.],

{\displaystyle E^{2}=(pc)^{2}+(mc^{2})^{2}},
- уравнения БВ допускают вторичное квантование .

В отличие от уравнения Дирака, которое может учитывать действие электромагнитного поля посредством включения слагаемого, описывающего минимальное электромагнитное взаимодействие, 
формализм БВ при попытке учёта электромагнитного взаимодействия содержит внутренние противоречия и трудности. Другими словами, в уравнения БВ невозможно внести изменение {\displaystyle P_{\mu }\rightarrow P_{\mu }-eA_{\mu }}, где {\displaystyle e} - электрический заряд частицы и {\displaystyle A_{\mu }=(A_{0},\mathbf {A} )} - это электромагнитный потенциал. Для исследования электромагнитных взаимодействий в этом случае применяются электромагнитные 4-токи и мультиполи частицы.

## Структура группы Лоренца
Представление группы Лоренца для уравнений БВ:
{\displaystyle D^{\mathrm {BW} }=\bigotimes _{r=1}^{2j}\left[D_{r}^{(1/2,0)}\oplus D_{r}^{(0,1/2)}\right]\,.}
где {\displaystyle D_{r}} обозначает неприводимое представление. 

### Дальнейшее чтение

#### Книги
- Weinberg, S, The Quantum Theory of Fields, vol II
- Weinberg, S, The Quantum Theory of Fields, vol III
- R. Penrose. The Road to Reality. — Vintage books, 2007. — ISBN 978-0-679-77631-4.

#### Избранные статьи
- E. N. Lorenz (1941). A Generalization of the Dirac Equations. PNAS. 27 (6): 317–322. Bibcode:1941PNAS...27..317L. doi:10.1073/pnas.27.6.317. PMC 1078329. PMID 16588466.
- V. V. Dvoeglazov (2011). The modified Bargmann-Wigner formalism for higher spin fields and relativistic quantum mechanics. International Journal of Modern Physics: Conference Series. 03: 121–132. doi:10.1142/S2010194511001218.
- D. N. Williams (1965). The Dirac Algebra for Any Spin (PDF). Lectures in Theoretical Physics. Vol. 7A. University Press of Colorado. pp. 139–172.
- H. Shi-Zhong; Z. Peng-Fei; R. Tu-Nan; Z. Yu-Can; Z. Zhi-Peng (2004). Projection Operator and Feynman Propagator for a Free Massive Particle of Arbitrary Spin. Communications in Theoretical Physics. 41 (3): 405–418. Bibcode:2004CoTPh..41..405H. doi:10.1088/0253-6102/41/3/405.
- V. P. Neznamov (2006). On the theory of interacting fields in Foldy-Wouthuysen representation. Phys. Part. Nucl. 37 (2006): 86–103. arXiv:hep-th/0411050. Bibcode:2004hep.th...11050N. doi:10.1134/S1063779606010023. S2CID 16681061.
- H. Stumpf (2004). Generalized de Broglie–Bargmann–Wigner Equations, a Modern Formulation of de Broglie's Fusion Theory (PDF). Annales de la Fondation Louis de Broglie. Vol. 29, no. Supplement. p. 785.
- D. G. C. McKeon; T. N. Sherry (2004). The Bargmann–Wigner Equations in Spherical Space. arXiv:hep-th/0411090.
- R. Clarkson; D. G. C. McKeon (2003). Quantum Field Theory (PDF). pp. 61–69. Архивировано из оригинала (PDF) 30 мая 2009. Дата обращения: 27 октября 2016.
- H. Stumpf (2002). Eigenstates of Generalized de Broglie–Bargmann–Wigner Equations for Photons with Partonic Substructure (PDF). Z. Naturforsch. Vol. 57. pp. 726–736.
- B. Schroer (1997). Wigner Representation Theory of the Poincare Group, Localization , Statistics and the S-Matrix. Nuclear Physics B. 499 (3): 519–546. arXiv:hep-th/9608092. Bibcode:1997NuPhB.499..519S. doi:10.1016/S0550-3213(97)00358-1. S2CID 18003852.
- E. Elizalde; J.A. Lobo (1980). From Galilean-invariant to relativistic wave equations (PDF). Physical Review D. 22 (4): 884. Bibcode:1980PhRvD..22..884E. doi:10.1103/physrevd.22.884.
- D. V. Ahluwalia (1997). Book Review: The Quantum Theory of Fields Vol. I and II by S. Weinberg. Found. Phys. 10 (3): 301–304. arXiv:physics/9704002. Bibcode:1997FoPhL..10..301A. doi:10.1007/bf02764211. S2CID 189940978.
- J. A. Morgan (2005). Parity and the Spin-Statistics Connection. Pramana. 65 (3): 513–516. arXiv:physics/0410037. Bibcode:2005Prama..65..513M. doi:10.1007/BF02704208. S2CID 119416196.

## Внешние ссылки
Релятивистские волновые уравнения:
- Dirac matrices in higher dimensions, Wolfram Demonstrations Project
- Learning about spin-1 fields, P. Cahill, K. Cahill, University of New Mexico (недоступная ссылка)
- Field equations for massless bosons from a Dirac–Weinberg formalism, R.W. Davies, K.T.R. Davies, P. Zory, D.S. Nydick, American Journal of Physics
- Quantum field theory I, Martin Mojzis
- The Bargmann–Wigner Equation: Field equation for arbitrary spin, FarzadQassemi, IPM School and Workshop on Cosmology, IPM, Tehran, Iran

Группы Лоренца в релятивистской квантовой физике:
- Representations of Lorentz Group, indiana.edu
- Appendix C: Lorentz group and the Dirac algebra, mcgill.ca (недоступная ссылка)
- The Lorentz Group, Relativistic Particles, and Quantum Mechanics, D. E. Soper, University of Oregon, 2011
- Representations of Lorentz and Poincare groups, J. Maciejko, Stanford University
- Representations of the Symmetry Group of Spacetime, K. Drake, M. Feinberg, D. Guild, E. Turetsky, 2009